# San Juan Quiahije
San Juan Quiahije är en kommun i Mexiko.   Den ligger i delstaten Oaxaca, i den sydöstra delen av landet, 400 km sydost om huvudstaden Mexico City.
Följande samhällen finns i San Juan Quiahije:
- Cieneguilla
- Orillas de San Juan